# Uqailiden

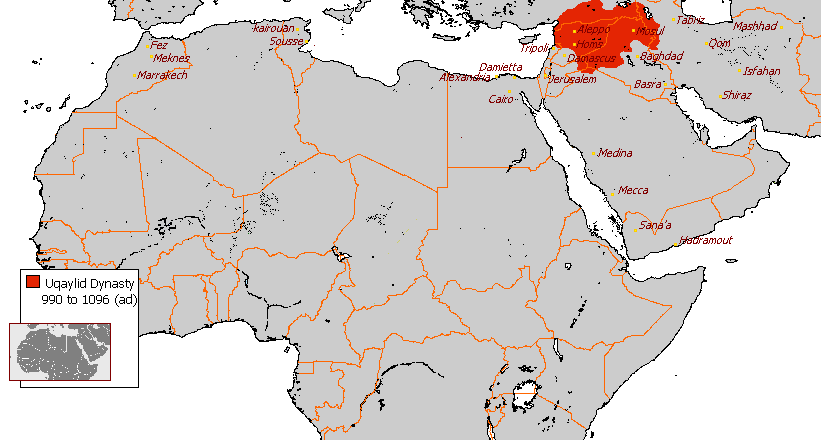
Das Reich der Uqailiden im Nahen Osten

Die Uqailiden (arabisch عقيليون, DMG ʿUqailiyūn) waren eine arabische Dynastie in Dschazira (Mesopotamien, heutiges Nordsyrien und Nordirak), die von 990 bis 1096 herrschte.
Mit dem Niedergang der Hamdaniden von Mossul gewann der arabische Stamm der Banu Uqail zunehmend an Macht im nördlichen Irak und eroberte 992 unter Abu Dhawwad (990–996) Mossul. Zwar konnte er sich zunächst nicht gegen die Buyiden behaupten, doch sein Bruder Mukallad (996–1000) erreichte seine Anerkennung als Statthalter von Mossul. 
Um das Fürstentum weiter zu konsolidieren, unterstellte sich Qarwasch (1000–1050) um 1010 zeitweise der formellen Oberhoheit der Fatimiden von Ägypten. 1040/1041 konnte eine plündernde Gruppe von Oghusen geschlagen werden, nachdem sie schon Mossul geplündert und zerstört hatten.
Unter Abu l-Makarim Muslim (1050–1085) erreichte das Reich seine größte Ausdehnung. Zeitweise wurde Bagdad beherrscht und das nördliche Syrien unterworfen. 1079 wurde Aleppo erobert. Mit dem Tod von Abu l-Makarim Muslim im Kampf gegen die Seldschuken begann der schnelle Niedergang des Reichs, bis die Uqailiden 1096 endgültig aus Mossul vertrieben wurden.

## Weblink
- Die Uqailiden in der Britannica